# 王覺蓮
王覺蓮（?—?），字夢白，贵州贵阳人，清朝政治人物、進士出身。
乾隆四年（1739年）己未科進士，二甲四十五名，选庶吉士，散館授翰林院編修，官至左庶子。